# Michalina Olszańska
Pour les articles homonymes, voir Olszańska.
Michalina Olszańska, née le 29 juin 1992 à Varsovie (Pologne), est une actrice, écrivaine, violoniste et chanteuse polonaise.

## Biographie
Les parents de Michalina Olszańska sont l'actrice et musicienne Agnieszka Fatyga et l'acteur et militant d'extrême droite Wojciech Olszański. Dès l'âge de sept ans, elle commence l'apprentissage du violon.
En 2009, Michalina Olszańska publie son premier roman Dziecko Gwiazd Atlantyda puis, deux ans plus tard, le roman Zaklęta. Elle s'inscrit en 2011 à l'Académie de théâtre de Varsovie, avant de s'inscrire à l'université de musique Frédéric Chopin, également à Varsovie. Elle a joué en tant que soliste avec des orchestres symphoniques à Katowice, Rzeszów, Łomża, Słupsk et Berlin. 
À partir de 2013, elle travaille régulièrement en tant qu'actrice, écrit paroles et musique de chansons et est aussi chanteuse.

## Filmographie partielle

### Au cinéma
- 2013 : To tylko komedia : Marta
- 2013 : Solange : Solange
- 2014 : Tiger (Tygrys) : chat
- 2014 : Warsaw by Night : Agnieszka
- 2014 : Piąte: Nie odchodź! : Roma
- 2014 : Facet (nie)potrzebny od zaraz : Étudiante
- 2014 : Insurrection (Miasto 44) de Jan Komasa : Danseuse
- 2014 : Jack Strong : Iza Michalak
- 2015 : Ojciec : Bum's Girlfriend
- 2015 : Bangistan
- 2015 : Anatomia zła : Halina
- 2015 : Żyć nie umierać : Ania Zaręba, sœur Małgorzata
- 2015 : The Lure (Córki dancingu) de Agnieszka Smoczyńska : Złota
- 2016 : Moi, Olga Hepnarová (Já, Olga Hepnarová) de Petr Kazda et Tomás Weinreb : Olga Hepnarová
- 2016 : Legendy polskie: Operacja Bazyliszek : Mme Rzepicha
- 2016 : Pollution of the Heart : Anna
- 2017 : Matilda : Matilda
- 2017 : Syn Królowej Śniegu de Robert Wichrowski : Anna
- 2018 : Sobibor : Hanna
- 2019 : L'Ombre de Staline (Mr. Jones) d'Agnieszka Holland : Yulia
- 2023 : Soulcatcher de Daniel Markowicz : Eliza

### À la télévision
- 2018 : 1983 : Ofelia Ibrom (série télévisée)
- 2018 : 1918-1939 : Les Rêves brisés de l'entre-deux-guerres : Pola Negri